# Аниф
Аниф (на немски: Anif) е община и село в Австрия. Разположено е на 4 km южно от Залцбург, в едноименната провинция Залцбург. Населението на общината е 4195 души от преброяването към 1 януари 2018 г.

## Административно деление
Общината е съставена от три села. Към 1 януари 2018 г. населението им е:
- Аниф, 1814 жители
- Ной-Аниф, 806 жители
- Нидералм, 1575 жители

## Личности
Починали
- Херберт фон Караян (1908 – 1989), австрийски диригент